# 4-甲基壬酸
4-甲基壬酸是癸酸的一种同分异构体，属于支链脂肪酸（BCFA），结构简式CH3(CH2)4CH(CH3)(CH2)2COOH，是羊肉膻味的来源之一。它可由乙基氯化镁和1-庚烯在催化下反应后，向溶液中通入二氧化碳得到。